# Hans Lehnert (Politiker, 1941)
Hans Lehnert (* 21. Oktober 1941 in Wuppertal) ist ein deutscher Politiker (SPD). 
Lehnert absolvierte sein Abitur an einem Berliner Gymnasium und studierte anschließend an den Universitäten in Berlin und in Bonn Wirtschafts- und Sozialwissenschaften. Ab 1967 war er zunächst bei der Gewerkschaft OTV, später bei der Gewerkschaft Erziehung und Wissenschaft als Gewerkschaftssekretär tätig. Ab 1975 war er Mitglied des DGB-Landesbezirksvorstandes in Niedersachsen. Lehnert trat 1961 der SPD bei und hatte seitdem verschiedene ehrenamtliche Funktionen inne. Er war außerdem von 1981 bis 1986 Mitglied des Ortsrates Laatzen und wurde in der elften Wahlperiode Mitglied des Niedersächsischen Landtages.